# Galium aucheri
Galium aucheri är en måreväxtart som beskrevs av Pierre Edmond Boissier. Galium aucheri ingår i släktet måror, och familjen måreväxter.
Artens utbredningsområde är Iran. Inga underarter finns listade i Catalogue of Life.